# Vildanden (hãng hàng không)
Vildanden (airline) là hãng hàng không hoạt động trong phạm vi vùng của Na Uy, trụ sở ở Skien (đông nam Na Uy). Hãng có căn cứ tại sân bay Skien, Geiterryggen.

## Lịch sử
Vildanden được các nhà đầu tư địa phương thành lập ngày 23.11.2004 và bắt đầu hoạt động từ ngày 24.1.2005. Hãng có 4 chuyến bay hàng ngày tới Bergen bằng 1 máy bay Saab 340B thuê của hãng Avitrans (Thụy Điển). Từ 26.2.2007 hãng thuê thêm 1 máy bay nữa cũng của hãng Avitrans để mở các chuyến bay hàng ngày tới Stavanger. Từ ngày 18.3.2007, hãng mở tuyến bay tới Stockholm (Thụy Điển) mỗi tuần 3 chuyến khứ hồi.
Tên hãng lấy từ tên vở kịch Vildanden (Vịt hoang) của kịch tác gia nổi tiếng Henrik Ibsen (sinh tại Skien) và khẩu hiệu của hãng là đường ngắn nhất từ (Henrik) Ibsen tới (Edvard) Grieg (sinh tại Bergen, người đã soạn nhạc cho vở kịch Peer Gynt của Ibsen) (lối chơi chữ = đường ngắn nhất từ Skien tới Bergen)

## Các nơi đến
- Na Uy

- Bergen
- Skien
- Stavanger

- Thụy Điển

- Stockholm

## Đội máy bay
- 2 máy bay Saab 340